# Киран
Кира́н (бур. Хираан) — село в Кяхтинском районе Бурятии. Входит в сельское поселение «Усть-Киранское».

## География
Расположено на левом берегу реки Киран, в 25 км к востоку от районного центра, города Кяхты, и в 11 км юго-западнее центра сельского поселения — села Усть-Киран. В полукилометре южнее села проходит региональная автодорога Р441 Мухоршибирь — Бичура — Кяхта.

## История
В 1727 году была основана Киранская казачья застава, ставшая после 1851 года станицей 6-го Киранского станичного общества Забайкальского войска. К концу XIX века в Киранской станице были построены две церкви, открылись церковно-приходское училище и казачья школа. В 1920—1921 годах станица занималась семёновцами и унгерновцами. В 1930-х годах в селе Киран организовали колхоз имени Ленина.

## Население
| 2002 | 2010 |
| ---- | ---- |
| 176  | ↗187 |

## Инфраструктура
ТОС, начальная школа, фельдшерско-акушерский пункт.